# Dubova (samhälle)
Dubova (albanska: Dubovë) är ett samhälle i Kosovo. Det ligger i den västra delen av landet, 70 km väster om huvudstaden Priština. Dubova ligger 465 meter över havet och antalet invånare är 1 050.
Terrängen runt Dubova är varierad. Runt Dubova är det ganska tätbefolkat, med 222 invånare per kvadratkilometer. Närmaste större samhälle är Pejë, 8,9 km sydväst om Dubova. Omgivningarna runt Dubova är en mosaik av jordbruksmark och naturlig växtlighet.